# Heinrich Mehringer
Heinrich Mehringer (* 23. Februar 1952) ist ein früherer deutscher Biathlet.
Heinrich Mehringer lebt in Kreuth und trat für Skigau Oberland an. 1976 startete er bei den Olympischen Winterspielen in Innsbruck. Dort wurde er in zwei Rennen eingesetzt. Im Einzel lief er auf den elften Rang, mit Gerhard Winkler, Josef Keck und Claus Gehrke verpasste er als Viertplatzierter hinter der DDR liegend um 3,15 Sekunden eine Medaille. Besser lief es für Mehringer bei den Biathlon-Weltmeisterschaften 1978 in Hochfilzen. An der Seite von Winkler, Andreas Schweiger und seinem Vereinskameraden Hans Estner gewann die Bundesdeutsche Staffel hinter den Vertretungen der DDR und Norwegens die Bronzemedaille.